# 류큐 신보
류큐 신보(일본어: 琉球新報 / りゅうきゅうしんぽう)은 오키나와현에서 발행되는 일간지이다. 1892년 9월 15일에 창간하였다.
류큐 신문은 일본 오키나와 현의 주요 일간지 중 하나이며 류큐 신문사가 발행하고 있다. 현재 류큐 신문과 오키나와 타임즈는 오키나와에서 가장 영향력있는 두 신문이다.
류큐 신문은 1893년에 설립되었으며 오키나와 최초의 신문이었다. 그 당시 류큐 신문은 정치적으로 류큐에 대한 일본의 통치를 지지하는 경향이 있었으며, 동시에 길드의 움직임과 민권의 자유, 일본 정부의 표준 일본 집행을 지지했다.
1940년, 일본 정부의 "1지자체 1미디어" 정책으로 인해 3 개의 신문 "류큐 신문", "오키나와 아사히 신문"및 "오키나와 데일리"가 합병되어 "오키나와 신문"으로 개명되었다. 1944년 미국이 류큐 제도를 점령 한 후, 새로운 류큐 신문은 "울 루미나 뉴스"로 이름이 변경되었다. 1951년 샌프란시스코 평화 조약에 서명 한 후 원래 이름이었던 류큐 신보로 바뀌게 되었다.
본사는 오키나와현 나하시에 위치하고 있다.